# Apti Alaudinov
Apti (Apty) Aronovič Alaudinov (in russo Апти Аронович Алаудинов?; Gornij, 5 ottobre 1973) è un generale russo di etnia cecena, ex comandante dell'unità speciale SOBR "Akhmat" e coordinatore delle unità speciali "Akhmat".

## Biografia

### Primi anni e formazione
Alaudinov è nato il 5 ottobre 1973 nel villaggio di Gornij, nel distretto di Predgornij, Stavropol, nell'allora RSFS Russa. Suo padre Aron Alaudinov era un ufficiale dell'esercito sovietico mentre sua madre era un'insegnante. 
Durante la prima guerra cecena, sia suo padre che suo fratello maggiore sono morti combattendo contro la fazione separatista guidata da Džochar Dudaev. Pare che abbia perso almeno venti parenti durante la guerra.
Nel 2001 si è laureato in giurisprudenza all'Università statale cecena.

### Carriera militare e politica
Nel 2005 è stato a capo del dipartimento per il controllo della criminalità organizzata del ministero degli affari interni della Repubblica Cecena.
Dal 13 giugno 2011 al 18 marzo 2021 è stato viceministro degli affari interni della Cecenia e capo della polizia del soggetto federale.
Nel 2012 è stato insignito del grado di Maggiore Generale di Polizia del ministero russo degli affari interni.
Dal 2021 è al comando della Squadra Speciale di reazione rapida (SOBR) "Achmat", precedentemente conosciuta come "Terek", sostituendo Abuzayd Vismuradov.
Nel luglio 2022 Apti Alaudinov è stato nominato dal leader Kadyrov segretario del Consiglio regionale di Sicurezza. A novembre dello stesso anno è stato insignito del grado militare di Maggior Generale dell'esercito russo.
Dal novembre 2022 è stato vicecomandante del 2º Corpo d'armata (precedentemente conosciuto come la Milizia Popolare di Lugansk) fino al 2024 quando è stato sollevato dall'incarico.
Nel 2023 è sopravvissuto ad un attentato: il 13 febbraio Alaudinov ha ricevuto una busta con una lettera per lui, che si è rivelata essere impregnata di una sostanza velenosa. Nell'ottobre dello stesso anno è stato succeduto da Timur Edilov come comandante dell'unità SOBR "Akhmat".
Il 16 aprile 2024, il presidente russo Putin ha firmato un ordine nominando Alaudinov vice capo del dipartimento "militare-politico" del ministero della difesa, rendendolo responsabile dell'obbedienza politica nell'esercito.
Nel maggio 2024, Radio Free Europe/Radio Liberty ha citato fonti dell'opposizione russa affermando che Alaudinov si era guadagnato una reputazione positiva all'interno del governo federale russo dopo aver contribuito a integrare molti ex membri del gruppo Wagner nei ranghi delle unità "Akhmat" in seguito alla rivolta del gruppo mercenario a Rostov, diventando un possibile successore di Ramzan Kadyrov dopo indiscrezioni sul peggioramento della sua salute. Il 9 dicembre dello stesso anno è stato promosso a tenente generale.

## Vita privata
Ha una sorella e un fratello minori: Asijat e Abdul (1978). Abdul Alaudinov è amministratore giudiziario del kraj di Perm.
Alaudinov ha due mogli, permesso dalla religione islamica, e ha dodici figli con esse.
Nel dicembre 2024, il generale ha ottenuto la carica di professore ad honorem all'Università statale del Sud-Est di Kursk.

## Sanzioni
Nel 2014 Alaudinov è stato aggiunto alla lista delle sanzioni Magnitsky per violazioni dei diritti umani, in particolare per la sua partecipazione al pestaggio e alla tortura del prigioniero politico ceceno Ruslan Kutaev.
Dal 2018 la Lettonia ha vietato ad Alaudinov l'ingresso nel paese.
Nel 2020 il Regno Unito ha imposto sanzioni contro Alaudinov in quanto “responsabile di tortura e altre violazioni dei diritti umani contro le persone LGBT in Cecenia”.
Dal 2022 la Polonia ha vietato ad Alaudinov l'ingresso nel paese.
Nel 2023 Alaudinov è stato incluso nell'elenco delle sanzioni dell'Ucraina.